# Astronomische Einrichtung Leoncito

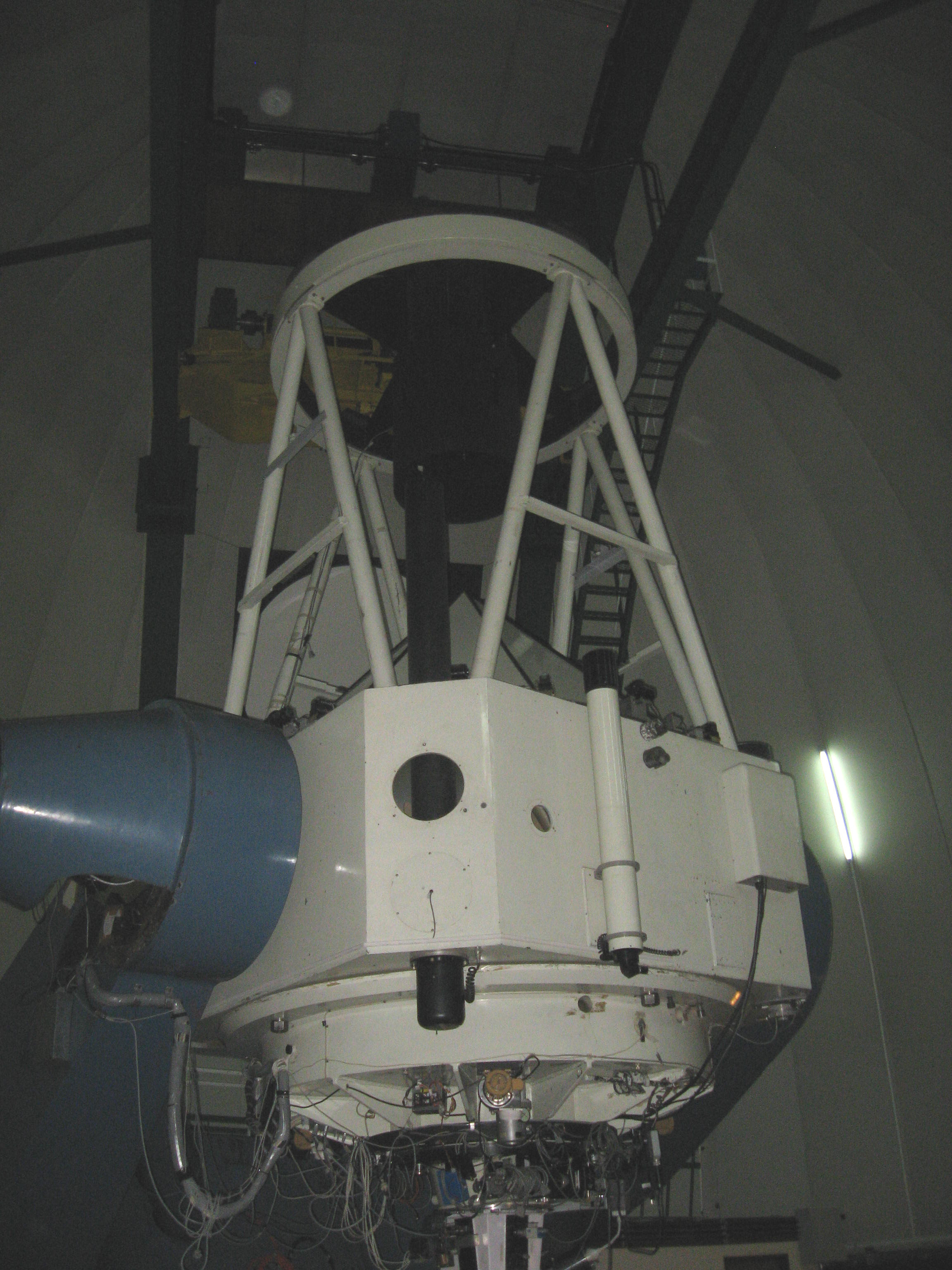
Jorge Sahade-Spiegelteleskop

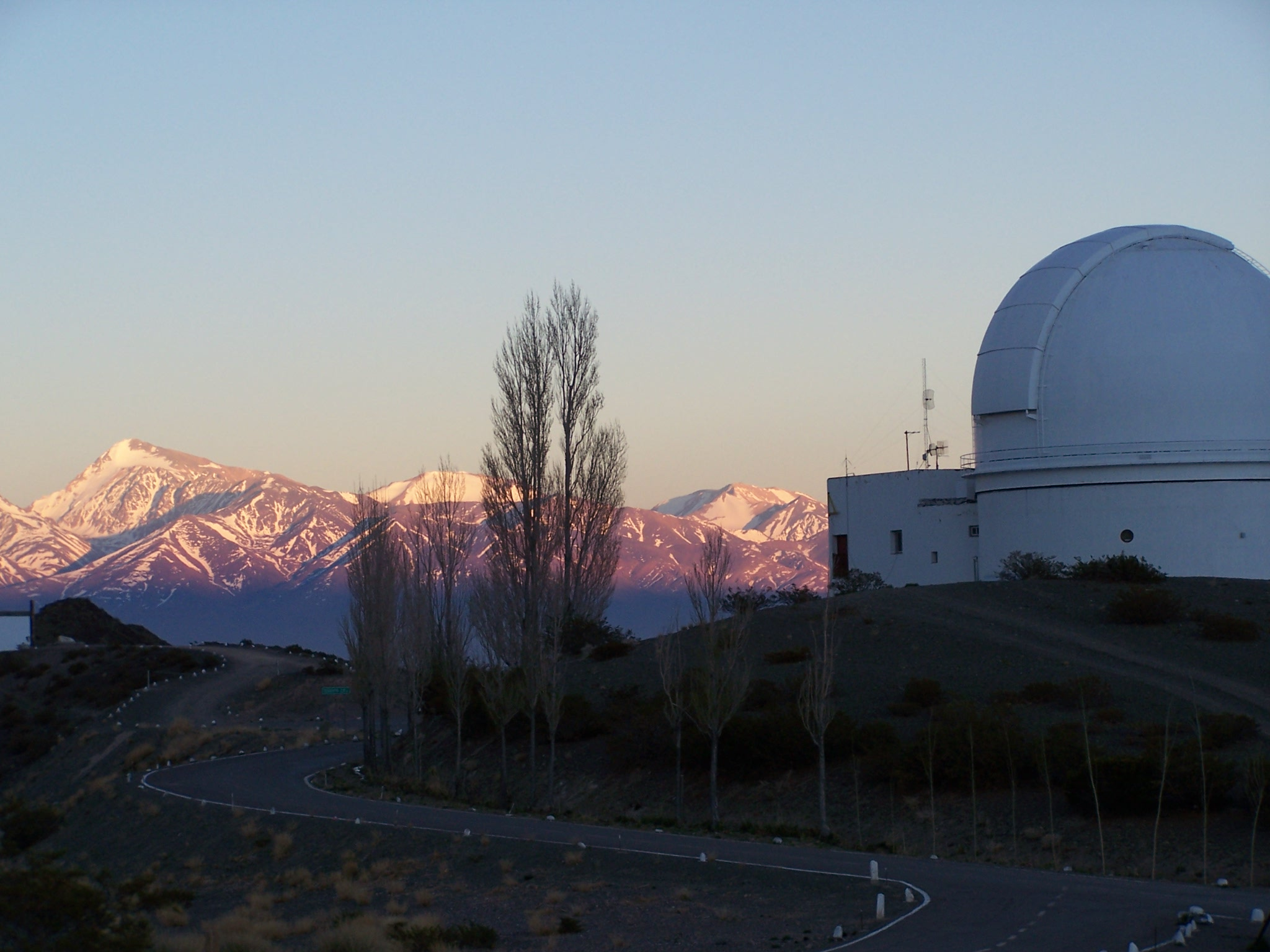
Gebäude der Astronomischen Einrichtung Leoncito

Die Astronomische Einrichtung Leoncito (spanisch Complejo Astronómico El Leoncito, CASLEO, englisch Leoncito Astronomical Complex, IAU-Sternwarten-Code 829) ist eine Sternwarte in 2552 m Höhe im El-Leoncito-Nationalpark in Argentinien (in diesem Nationalpark ist als weitere astronomische Beobachtungseinrichtung auch das Felix-Aguilar-Observatorium angesiedelt). Das größte Instrument, ein 2,15 Meter durchmessendes Spiegelteleskop, ist benannt nach dem Initiator der Einrichtung, Jorge Sahade. Des Weiteren verfügt die Einrichtung über ein Submillimeter-Sonnenteleskop.